# Siberia (film, 1926)
Pour les articles homonymes, voir Siberia.

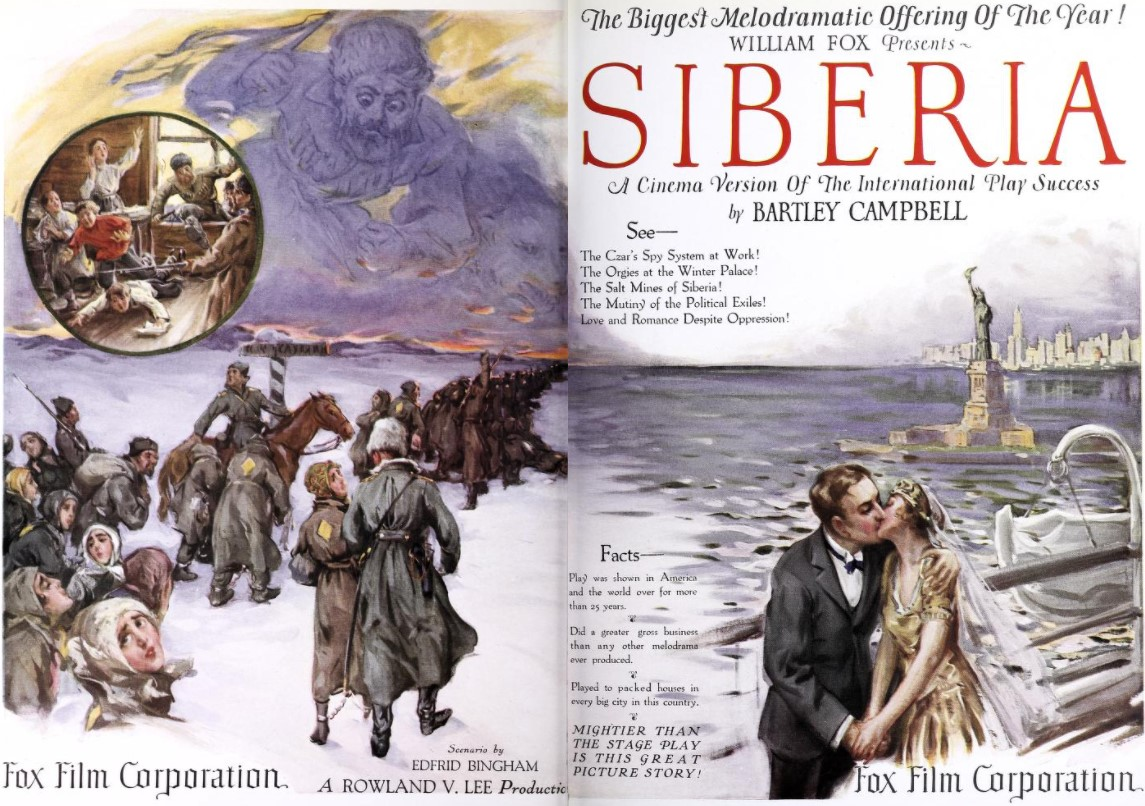
Annonce du film dans Exhibitors Herald.

Siberia est un film américain réalisé par Victor Schertzinger et sorti en 1926.

## Synopsis
L'officier de l'armée impériale russe Leonid Petroff et l'institutrice pro-révolutionnaire Sonia Vronsky tombent amoureux. Elle est exilée en Sibérie avec son frère Kyrill, mais Petroff y est en poste et ils poursuivent leur idylle. Après la Révolution d'Octobre, Vronsky et Petroff fuient le pays alors qu'ils sont poursuivis par le leader bolchevique Egor Kaplan.

## Fiche technique
- Réalisation : Victor Schertzinger
- Scénario : Eve Unsell
- Producteur : William Fox
- Photographie : Glen MacWilliams, Robert Martin
- Genre : Mélodrame
- Distributeur : Fox Film Corporation
- Durée : 7 bobines
- Date de sortie :
  - États-Unis : 28 mars 1926

## Distribution

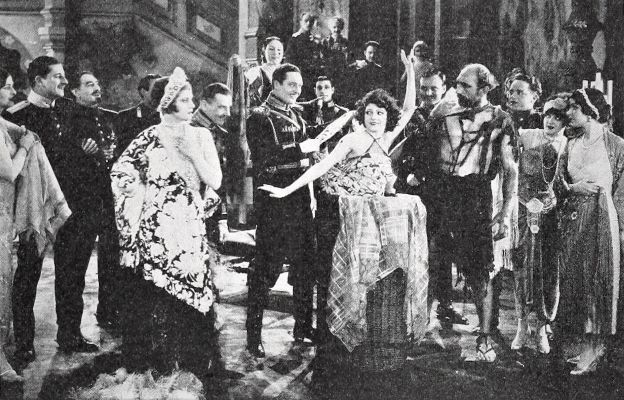
Lilyan Tashmanet Edmund Lowe dans une scène du film.

- Alma Rubens : Sonia Vronsky
- Edmund Lowe : Leonid Petroff
- Lou Tellegen : Egor Kaplan
- Tom Santschi : Alexis Vetkin
- Paul Panzer : Commandant
- Vadim Uraneff : Kyrill Vronsky
- Lilyan Tashman :  la belle blonde
- Helena D'Algy : la belle brune
- James A. Marcus : Andrei Vronsky
- Daniel Makarenko : Gouverneur
- Harry Gripp : Ivan the Nameless
- Sammy Blum : Feodor